# Dubîșce, Rojîșce
Dubîșce (în ucraineană Дубище) este o așezare de tip urban din raionul Rojîșce, regiunea Volînia, Ucraina. În afara localității principale, nu cuprinde și alte sate.

## Demografie
Componența lingvistică a așezării de tip urban Dubîșce
     Ucraineană (98,77%)
     Alte limbi (1,23%)
Conform recensământului din 2001, majoritatea populației așezării de tip urban Dubîșce era vorbitoare de ucraineană (98,77%), existând în minoritate și vorbitori de alte limbi.